# Anielle Weinberger
Anielle Weinberger est une scénariste, réalisatrice et écrivaine française, docteur en cinéma et maître de conférences à l'Université Vincennes à Saint-Denis, née le 24 juin 1946 à Paris

## Biographie
Anielle Weinberger est l'auteur d'un unique long métrage, sorti en 1980, L'Honorable Société.
Elle fut la professeur d'écriture de scénario, et de réalisation, de Christophe Ali et Nicolas Bonilauri.

## Filmographie
- 1980 : L'Honorable Société

## Publications
- Le Danger des « Liaisons » : adaptation cinématographique de la correspondance entre Madame Riccoboni et M. de Laclos, L'Harmattan, 2014  (ISBN 978-2343038483)
- « Les Liaisons dangereuses » au cinéma : par où commencer et mettre fin, L'Harmattan, 2014  (ISBN 978-2343038476)